# Alan Arkin
Alan Wolf Arkin (New York, 26 marzo 1934 – Carlsbad, 29 giugno 2023) è stato un attore e regista statunitense, vincitore del premio Oscar al miglior attore non protagonista per Little Miss Sunshine (2006).

## Biografia
Arkin nacque a Brooklyn, borough di New York, nel 1934 in una famiglia ebraica ashkenazita d'origini ucraine, russe e tedesche, figlio del pittore e scrittore David I. Arkin e dell'insegnante Beatrice Wortis. All'età di 11 anni, il futuro attore si trasferì con la propria famiglia a Los Angeles, in California, dove il padre s'impiegò ben presto come decoratore scenografico presso degli studios di Hollywood, da cui venne però licenziato a seguito della sua partecipazione attiva ad uno sciopero della categoria durato oltre otto mesi; durante gli anni cinquanta poi, sull'onda della paura rossa alimentata dall'allora imperante vulgata maccartista, venne posto all'indice a causa della sua presunta adesione al comunismo (il fatto poi che si fosse rifiutato di "chiarire" le proprie posizioni politiche dinanzi alle autorità competenti non fece che aggravarne la situazione).
Studiò recitazione da quando non aveva che 10 anni, formandosi presso varie scuole di recitazione, specie quella di Benjamin Zemach, un vecchio allievo di Stanislavskij, che seppe indirizzarlo ad un approccio di tipo psicologico dell'arte drammatica. Frattanto, una volta che ebbe finito il liceo, frequentò il Los Angeles City College dal 1951 al 1953, per poi laurearsi presso il Bennington College. Nel 1958 iniziò dunque a recitare in teatro, calcando i palcoscenici al seguito della compagnia d'improvvisazione teatrale The Second City per quasi tutto il corso degli anni sessanta. Si cimentò anche nella composizione ed esecuzione di canzoni folk, e pubblicò racconti di fantascienza sulla rivista Galaxy.

### Carriera

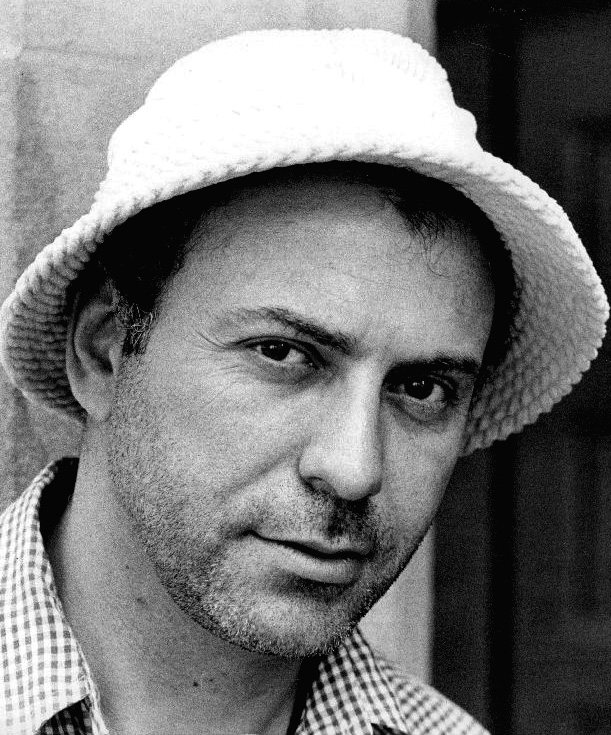
Alan Arkin nel 1975

Dopo una fugace apparizione nel film Cuban Calypso (1957) di Fred F. Sears, ottenne il primo ruolo importante nel 1966 con la commedia Arrivano i russi, arrivano i russi di Norman Jewison, al fianco di Carl Reiner ed Eva Marie Saint, in seguito recitò in Sette volte donna (1967) di Vittorio De Sica e interpretò la parte dell'assassino psicopatico in Gli occhi della notte (1967) di Terence Young, accanto ad Audrey Hepburn. Tra le sue interpretazioni successive, L'infallibile ispettore Clouseau? (1968) di Bud Yorkin, L'urlo del silenzio (1968) di Robert Ellis Miller, per il quale venne candidato al premio Oscar, Papà... abbaia piano! (1969) di Arthur Hiller, Comma 22 (1970) di Mike Nichols, Amiamoci così, belle signore (1972) di Gene Saks, Pazzo pazzo West! (1975) di Howard Zieff, Sherlock Holmes: soluzione settepercento (1976) di Herbert Ross, Una strana coppia di suoceri (1979) di Arthur Hiller, Il mago di Lublino (1979) di Menahem Golan, Il grande imbroglio (1986) di John Cassavetes.
Inserito nella cosiddetta scuola comica ebraico-americana, che conta autori-attori quali Woody Allen, Carl Reiner, Mel Brooks e Gene Wilder, Arkin debuttò come regista nel 1971 realizzando Piccoli omicidi, interpretato da Elliott Gould e Marcia Rodd; l'esperienza sarebbe stata ripetuta con Quella pazza famiglia Fikus (1977). Nel corso degli anni passò con disinvoltura da un genere cinematografico all'altro. Nel 1990 fu al fianco di Johnny Depp e Winona Ryder in Edward mani di forbice di Tim Burton, e a Robert Redford in Havana (1990) di Sydney Pollack. Negli anni successivi partecipò, tra gli altri, a Gattaca - La porta dell'universo (1997) di Andrew Niccol, Jakob il bugiardo (1999) di Peter Kassovitz, I perfetti innamorati (2001) di Joe Roth e Tredici variazioni sul tema (2001) di Jill Sprecher.
All'inizio degli anni ottanta prese parte ad alcuni episodi della serie televisiva A cuore aperto, e da allora lavorò moltissimo per il piccolo schermo. Nel 2001 prese parte alla serie tv 100 Centre Street e partecipò come guest star a Will & Grace, nel ruolo del padre di Grace Adler. 
Nel 2006 recitò nel film Little Miss Sunshine di Jonathan Dayton e Valerie Faris, nel ruolo del nonno, interpretazione che gli valse un Oscar al miglior attore non protagonista.
Nel 2007 apparve in Rendition - Detenzione illegale di Gavin Hood.
Nel 2013 ottenne la sua quarta e ultima candidatura al premio Oscar per l'interpretazione in Argo di Ben Affleck, ma alla notte degli Oscar venne battuto da Christoph Waltz, interprete di Django Unchained.

### Morte
È morto il 29 giugno 2023 all'età di 89 anni, a seguito di problemi cardiaci di cui soffriva da tempo.

## Vita privata
Arkin si è sposato tre volte, la prima dal 1955 al 1961 con Jeremy Yaffe, matrimonio da cui nacquero due figli, Adam (1956, attore e regista) e Matthew (1960, attore). Il secondo matrimonio nel 1964 con l'attrice Barbara Dana terminò col divorzio nel 1999. Dal matrimonio con Dana nasce Anthony (1967). Nel 1999 si sposò con l'ultima moglie, l'attrice Suzanne Newlander.

## Filmografia

### Attore

#### Cinema
- Cuban Calypso (Calypso Heat Wave), regia di Fred F. Sears (1957)
- Arrivano i russi, arrivano i russi (The Russians Are Coming the Russians Are Coming), regia di Norman Jewison (1966)
- Sette volte donna (Woman Times Seven), regia di Vittorio De Sica (1967)
- Gli occhi della notte (Wait Until Dark), regia di Terence Young (1967)
- L'infallibile ispettore Clouseau? (Inspector Clouseau), regia di Bud Yorkin (1968)
- L'urlo del silenzio (The Heart Is a Lonely Hunter), regia di Robert Ellis Miller (1968)
- Papà... abbaia piano! (Popi), regia di Arthur Hiller (1969)
- Comma 22 (Catch-22), regia di Mike Nichols (1970)
- Piccoli omicidi (Little Murders), regia di Alan Arkin (1971)
- Amiamoci così, belle signore (Last of the Red Hot Lovers), regia di Gene Saks (1972)
- Una strana coppia di sbirri (Freebie and the Bean), regia di Richard Rush (1974)
- Pazzo pazzo West! (Hearts of the West), regia di Howard Zieff (1975)
- Sherlock Holmes: soluzione settepercento (The Seven-Per-Cent Solution), regia di Herbert Ross (1976)
- Quella pazza famiglia Fikus (Fire Sale), regia di Alan Arkin (1977)
- Una strana coppia di suoceri (The In-Laws), regia di Arthur Hiller (1979)
- Il mago di Lublino (The Magician of Lublin), regia di Menahem Golan (1979)
- Simon, regia di Marshall Brickman (1980)
- Cara mamma, caro papà (Improper Channels), regia di Eric Till (1981)
- Che fatica essere lupi, regia di Larry Cohen (1981)
- Facoltà di medicina (Bad Medicine), regia di Harvey Miller (1985)
- Il grande imbroglio (Big Trouble), regia di John Cassavetes (1986)
- Coupé de ville, regia di Joe Roth (1990)
- Edward mani di forbice (Edward Scissorhands), regia di Tim Burton (1990)
- Havana, regia di Sydney Pollack (1990)
- Le avventure di Rocketeer (The Rocketeer), regia di Joe Johnston (1991)
- Americani (Glengarry Glen Ross), regia di James Foley (1992)
- Ritorno a Tamakwa - Un'estate indiana (Indian Summer), regia di Mike Binder (1993)
- Mia moglie è una pazza assassina? (So I Married an Axe Murderer), regia di Thomas Schlamme (1993)
- Genitori cercasi (North), regia di Rob Reiner (1994)
- Gangster per gioco (The Jerky Boys), regia di James Melkonian (1995)
- Il gemello scomodo (Steal Big Steal Little), regia di Andrew Davis (1995)
- Confessione finale (Mother Night), regia di Keith Gordon (1996)
- L'ultimo contratto (Grosse Pointe Blank), regia di George Armitage (1997)
- 4 giorni a settembre (O Que É Isso, Companheiro?), regia di Bruno Barreto (1997)
- Gattaca - La porta dell'universo (Gattaca), regia di Andrew Niccol (1997)
- L'altra faccia di Beverly Hills (Slums of Beverly Hills), regia di Tamara Jenkins (1998)
- Jakob il bugiardo (Jakob the Liar), regia di Peter Kassovitz (1999)
- Magicians, regia di James Merendino (2000)
- I perfetti innamorati (America's Sweethearts), regia di Joe Roth (2001)
- Tredici variazioni sul tema (Thirteen Conversations About One Thing), regia di Jill Sprecher (2001)
- Eros, episodio Equilibrium, regia di Steven Soderbergh (2004)
- Un amore sotto l'albero (Noel), regia di Chazz Palminteri (2004)
- Little Miss Sunshine, regia di Jonathan Dayton e Valerie Faris (2006)
- Firewall - Accesso negato (Firewall), regia di Richard Loncraine (2006)
- Santa Clause è nei guai (The Santa Clause 3: The Escape Clause), regia di Michael Lembeck (2006)
- Rendition - Detenzione illegale (Rendition), regia di Gavin Hood (2007)
- Sunshine Cleaning, regia di Christine Jeffs (2008)
- Agente Smart - Casino totale (Get Smart), regia di Peter Segal (2008)
- Io & Marley (Marley & Me), regia di David Frankel (2008)
- La vita segreta della signora Lee (The Private Lives of Pippa Lee), regia di Rebecca Miller (2009)
- City Island, regia di Raymond De Felitta (2009)
- Thin Ice - Tre uomini e una truffa (Thin Ice), regia di Jill Sprecher (2011)
- Cambio vita (The Change-Up), regia di David Dobkin (2011)
- I Muppet (The Muppets), regia di James Bobin (2011)
- Argo, regia di Ben Affleck (2012)
- Uomini di parola (Stand Up Guys), regia di Fisher Stevens (2012)
- L'incredibile Burt Wonderstone (The Incredible Burt Wonderstone), regia di Don Scardino (2013)
- In Security, regia di Adam e Evan Beamer (2013)
- Il grande match (Grudge Match), regia di Peter Segal (2013)
- Million Dollar Arm, regia di Craig Gillespie (2014)
- Natale all'improvviso (Love the Coopers), regia di Jessie Nelson (2015)
- Insospettabili sospetti (Going in Style), regia di Zach Braff (2017)
- Dumbo, regia di Tim Burton (2019)
- Spenser Confidential, regia di Peter Berg (2020)

#### Televisione
- Assistente sociale (East Side/West Side) – serie TV, episodio 1x15 (1964)
- ABC Stage 67 – serie TV, episodio 1x01 (1966)
- Muppet Show – serie TV, 1 episodio (1980)
- Terrore in sala (Terror in the Aisles), regia di Andrew J. Kuehn (1984)
- Fuga da Sobibor (Escape from Sobibor), regia di Jack Gold – film TV (1987)
- Blood Money - Soldi sporchi (Blood Money), regia di Aaron Lipstadt – film TV (1999)
- La guerra di Varian (Varian's War), regia di Lionel Chetwynd – film TV (2001)
- 100 Centre Street – serie TV, 31 episodi (2001-2002)
- The Pentagon Papers, regia di Rod Holcomb – film TV (2003)
- Will & Grace – serie TV, episodio 7x21 (2005)
- Get Shorty – serie TV, episodio 1x03 (2017)
- Il metodo Kominsky (The Kominsky Method) – serie TV, 17 episodi (2018-2021)

### Doppiatore
- L'ultimo unicorno (The Last Unicorn), regia di Jules Bass e Arthur Rankin Jr. (1982)
- Minions 2 - Come Gru diventa cattivissimo (Minions: The rise of Gru), regia di Kyle Balda (2022)

## Riconoscimenti
- Premio Oscar
  - 1967 – Candidatura al miglior attore protagonista per Arrivano i russi, arrivano i russi
  - 1969 – Candidatura al miglior attore protagonista per L'urlo del silenzio
  - 2007 – Miglior attore non protagonista per Little Miss Sunshine
  - 2013 – Candidatura al miglior attore non protagonista per Argo
- Golden Globe
  - 1967 – Miglior attore in un film commedia o musicale per Arrivano i russi, arrivano i russi
  - 1967 – Candidatura al Golden Globe per la miglior interpretazione emergente per Arrivano i russi, arrivano i russi
  - 1969 – Candidatura al miglior attore in un film drammatico per L'urlo del silenzio
  - 1970 – Candidatura al miglior attore in un film drammatico per Papà... abbaia piano!
  - 1988 – Candidatura al miglior attore in una mini-serie o film per la televisione per Fuga da Sobibor
  - 2013 – Candidatura al miglior attore non protagonista per Argo
  - 2019 – Candidatura al miglior attore non protagonista in una serie per Il metodo Kominsky
  - 2020 – Candidatura al miglior attore non protagonista in una serie per Il metodo Kominsky

## Doppiatori italiani
Nelle versioni in italiano dei suoi film, Arkin è stato doppiato da:
- Manlio De Angelis in Una strana coppia di sbirri, Una strana coppia di suoceri, Havana, Le avventure di Rocketeer, Ritorno a Tamakwa - Un'estate indiana, Mia moglie è una pazza assassina?, 4 giorni a settembre, Gattaca - La porta dell'universo, Jakob il bugiardo, La guerra di Varian, Eros, Un amore sotto l'albero, Little Miss Sunshine, Sunshine Cleaning, Agente Smart - Casino totale, I Muppet, Argo, Il grande match
- Michele Kalamera in Fuga da Sobibor, Il gemello scomodo, Pancho Villa - La leggenda, L'incredibile Burt Wonderstone
- Pietro Biondi in Il grande imbroglio, Genitori cercasi, Will & Grace
- Stefano De Sando in Thin Ice - Tre uomini e una truffa, Cambio vita, Uomini di parola
- Angelo Nicotra in Americani, Io & Marley
- Franco Zucca in L'altra faccia di Beverly Hills, Il metodo Kominsky
- Cesare Barbetti in Sette volte donna, Firewall - Accesso negato
- Dario Penne in City Island, Natale all'improvviso
- Carlo Reali in Insospettabili sospetti, Get Shorty
- Oreste Lionello in Arrivano i russi, arrivano i russi
- Gigi Proietti in Gli occhi della notte
- Giuseppe Rinaldi in L'infallibile ispettore Clouseau?
- Nando Gazzolo in Piccoli omicidi
- Franco Latini in Muppet Show
- Rodolfo Traversa in Sherlock Holmes: soluzione settepercento
- Pino Colizzi in Il mago di Lublino
- Giacomo Piperno in Comma 22
- Silvio Anselmo in Edward mani di forbice
- Carlo Sabatini in Confessione finale
- Giorgio Favretto in L'ultimo contratto
- Luca Biagini in Blood Money - Soldi sporchi
- Paolo Buglioni in 100 Centre Street
- Giorgio Lopez in I perfetti innamorati
- Carlo Valli in Tredici variazioni sul tema
- Oreste Rizzini in Santa Clause è nei guai
- Bruno Alessandro in Rendition - Detenzione illegale
- Marco Mori in La vita segreta della signora Lee
- Renato Cortesi in Million Dollar Arm
- Michele Gammino in Dumbo
- Gino La Monica in Spenser Confidential

Da doppiatore è sostituito da:
- Luca Biagini in L'ultimo unicorno
- Pietro Biondi in BoJack Horseman
- Carlo Valli in Minions 2 - Come Gru diventa cattivissimo